# エンダン
#エンダンは、2012年4月2日から2014年9月26日までNOTTVで放送された生放送のトーク番組である。

## 概要
番組名は開始当初「ソーシャル@トーク #エンダン」であったが、2013年4月の放送から「#エンダン」となる。公式サイトの紹介文には「ソーシャルの力で様々な人たちの縁をつなぎ、それについてみんなで談じる番組」とあり、視聴者がTwitterでテーマに準じたツイートを行うことで参加することができる。
2014年2月までは、放送と同時にUstreamでの配信（原則として音声のみ）も行なわれていた。
メインMCをやついいちろう（エレキコミック）が務めるほか、曜日MCとして、月曜：マギー、火曜:佐藤すみれ（当時AKB48）、水曜:西山茉希、木曜：MEGUMI、金曜:増田有華が参加する（2013年7月現在）2013年8月から曜日MC（金）堀潤へ。
番組開始時の曜日MCは、月曜：福田萌、火曜:あびる優、水曜:西山茉希、木曜：MEGUMI、金曜:大桃美代子であった。また、番組開始時から2013年3月まで、番組アシスタント（アシスター）として、尾形沙耶香・神田咲実・HENAが参加していた。
2013年10月1日からは、番組名が「#エンダンW」に変わり、金曜MCだった堀がやついとともにメインMCとなった。また、全曜日生放送だったのが、金曜日については原則として収録放送となった。曜日MCは月曜～木曜のみの出演となり、火曜の佐藤と木曜のMEGUMIが続投し、月曜が吉木りさ、水曜が今井華に変わった。2013年12月からMEGUMIが金曜MCに移動した。
2014年4月からは、番組名が再び「#エンダン」に戻り、金曜日のみの放送となった。やついと堀のメインMCは変わらないが、「#エンダンW」の曜日MCのうち、今井と番組開始時からの曜日MCだったMEGUMIが卒業し、吉木と佐藤が隔週でMCを担当する。
2014年9月19日の放送で、翌週9月26日の放送をもって、番組終了することが発表された。